# Distròfia muscular de Duchenne
La distròfia muscular de Duchenne (sigles en anglès: DMD) és una miopatia congènita d'herència lligada al sexe. Es caracteritza per una degeneració muscular de ràpida progressió que eventualment porta a una pèrdua de la capacitat de caminar i a la mort.

## Epònim
La malaltia rep el nom d'un anatomista francès: el famós Guillaume Duchenne (1806-1875), qui va descriure les seves característiques clíniques principals l'any 1861 i publicà una àmplia monografia sobre ella el 1868.

## Epidemiologia
Afecta una de cada 3.500 persones de sexe masculí. Per regla general, les dones no la pateixen (llevat si el seu pare la pateix i la mare n'és portadora) però poden ser portadores de la malaltia. No té criteris d'exclusió geogràfica i la seva prevalença global agrupada de naixements, segons dades d'una metaanàlisi i revisió sistemàtica de l'any 2020, és de 19,8 casos per cada 100.000 barons nascuts vius.

## Etiologia
L'origen d'aquesta malaltia és una mutació en el gen DMD localitzat en el cromosoma X i codificador de la proteïna distrofina, la qual manté la integritat de la membrana plasmàtica de les cèl·lules del múscul estriat. L'absència o la disfunció de la distrofina provoca dany del sarcolemma (la membrana que envolta al sarcòmer) davant de l'estrès mecànic, pèrdua de l'homeòstasi del calci intracitoplasmàtic i, finalment, la degeneració de la fibra muscular. La fibra es necrosa, els intents de regeneració muscular son insuficients i gran part del teixit muscular normal acaba substituït per teixit fibròtic i adipós. Aquests canvis necròtics, regeneratius i d'infiltració adiposa representen el patró distròfic que es veu en la biòpsia muscular de la DMD, encara que pot aparèixer en algunes patologies del múscul causades per defectes genètics diferents. La DMD es manifesta abans i té un pronòstic evolutiu molt pitjor que la distròfia muscular de Becker, una altra i menys comuna miopatia greu també originada per mutacions en el gen DMD. Aproximadament el 65% dels subjectes amb distròfia de Duchenne té una deleció d'un o més exons en el gen DMD, el 10% una duplicació i la resta mutacions puntuals.

## Patogènesi
L'expressió clínica de la DMD segueix un curs estereotipat i previsible en la majoria dels casos. La manca de distrofina en el múscul esquelètic, en el múscul cardíac i en el cervell provoca les principals manifestacions de la malaltia. Durant els primers tres anys de vida apareixen els dèficits motors inicials. La debilitat muscular augmenta poc a poc fins que s'estableix definitivament la pèrdua de la marxa en l'adolescència. Quan es fa imprescindible l'ús de cadira de rodes comencen les complicacions greus respiratòries, cardíaques, ortopèdiques i de deglució. Pràcticament tots els malalts desenvolupen en fases tardanes hipoventilació, alteracions visuals importants, miocardiopatia i escoliosi. Un terç d'ells presenta deficiències cognitives. La principal causa de mort és el cessament de la respiració, encara que un 20% dels pacients és exitus per problemes de cor.

## Tractament
Aquesta malaltia no es guareix ara per ara i, fins fa pocs anys, tan sols existia la possibilitat de tractar-la amb fisioteràpia, estimulació de la psicomotricitat, logopèdia, teràpia ocupacional, control de les seves complicacions i cures pal·liatives en casos molt avençats. Des de finals de la dècada de 2010, però, s'han desenvolupat diverses línies de recerca experimentals amb el propòsit de retardar la progressió de la DMD i augmentar l'esperança de vida dels individus que la sofreixen. Entre elles, el reemplaçament dels teixits musculars malmesos pel trastorn emprant cèl·lules mare pluripotents o la teràpia gènica.